# Бортновский, Генрих Александрович
Генрих Александрович Бортновский (26.02.1907 — 1996) — советский инженер-радиотехник.
Родился в Минске. Там же окончил политехникум. С 15-летнего возраста увлекся радиотехникой и радиолюбительством. В 1924 году установил на окраине Минска одну из первых антенн (в то время учился в профтехшколе). Был участником и призёром всех шести довоенных радиовыставок, награждён бронзовой настольной медалью и нагрудным знаком.
В 1931—1938 младший научный сотрудник НИИ местной промышленности (Минск). В 1938—1941 конструктор Дома техники (Москва).
Участник войны, начальник передвижной ремонтной мастерской связи, смонтированной им в автомобиле, награждён двумя орденами Красной Звезды (1943, 1945).
В 1945—1990 работал в ЦКБ-17 — НИИ-17 — МНИИП (Москва): ведущий конструктор, начальник КБ отдела, инженер-конструктор.
Сталинская премия 1951 года — за разработку новой аппаратуры.
Публикации:
- Бортновский, Генрих Александрович. Любительский телевизор с кинескопом 59ЛК2Б [Текст]. — Москва : Энергия, 1969. — 32 с. : ил.; 26 см. — (Массовая радиобиблиотека; Вып. 709). (Массовая радиобиблиотека; Вып. 709)
- Бортновский, Генрих Александрович. Печатные схемы в радиолюбительских конструкциях. Москва; Ленинград: Госэнергоиздат, 1959. 40 с.: ил.; 26 см.
- Комбинированная радиоустановка [Текст]. — Москва ; Ленинград : Госэнергоиздат, 1961. — 40 с. : ил.; 26 см. — (Массовая радиоб-ка; Вып. 413).
- Печатные схемы в радиолюбительских конструкциях [Текст]. — 2-е изд., перераб. — Москва : Энергия, 1972. — 65 с. : ил.; 20 см. — (Массовая радиобиблиотека; Вып. 795).
- Рабочее место радиолюбителя [Текст]. — Москва ; Ленинград : Энергия, 1964. — 40 с. : ил.; 20 см. — (Массовая радиобиблиотека; Вып. 560).